# 鮎喰川橋梁 (徳島線)
鮎喰川橋梁（あくいがわきょうりょう）は、鮎喰川に架かる鉄道橋で、四国旅客鉄道（JR四国）徳島線を通し、鮎喰駅と府中駅の間に位置する。
所在は西岸が徳島県徳島市国府町南岩延、東岸が徳島市鮎喰町一丁目。

## 諸元
- 種別 - 鋼鉄道橋
- 形式 - 単線上路プレートガーダー
- 橋長 - 949.2m
- 支間 - 15.9m
- 線数 - 単線
- 活荷重 - KS12
- 開通 - 1899年（明治32年）2月16日
- 起業者 - 徳島鉄道
- 管理者 - 四国旅客鉄道（JR四国）

## 隣の橋梁
（上流） - 上鮎喰橋 - 鮎喰川橋梁 - 中鮎喰橋 - （下流）